# Euwalkeria colorata
Euwalkeria colorata är en insektsart som beskrevs av Albertson. Euwalkeria colorata ingår i släktet Euwalkeria och familjen hornstritar. Inga underarter finns listade i Catalogue of Life.